# Reichenberg (Pfarrkirchen)

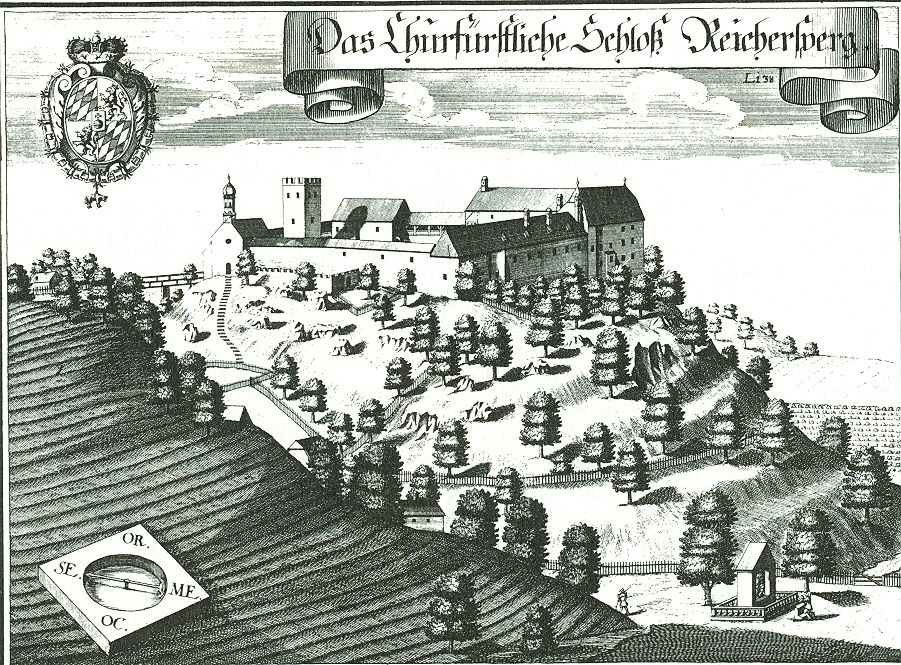
Schloss Reichersberg, Kupferstich von Michael Wening

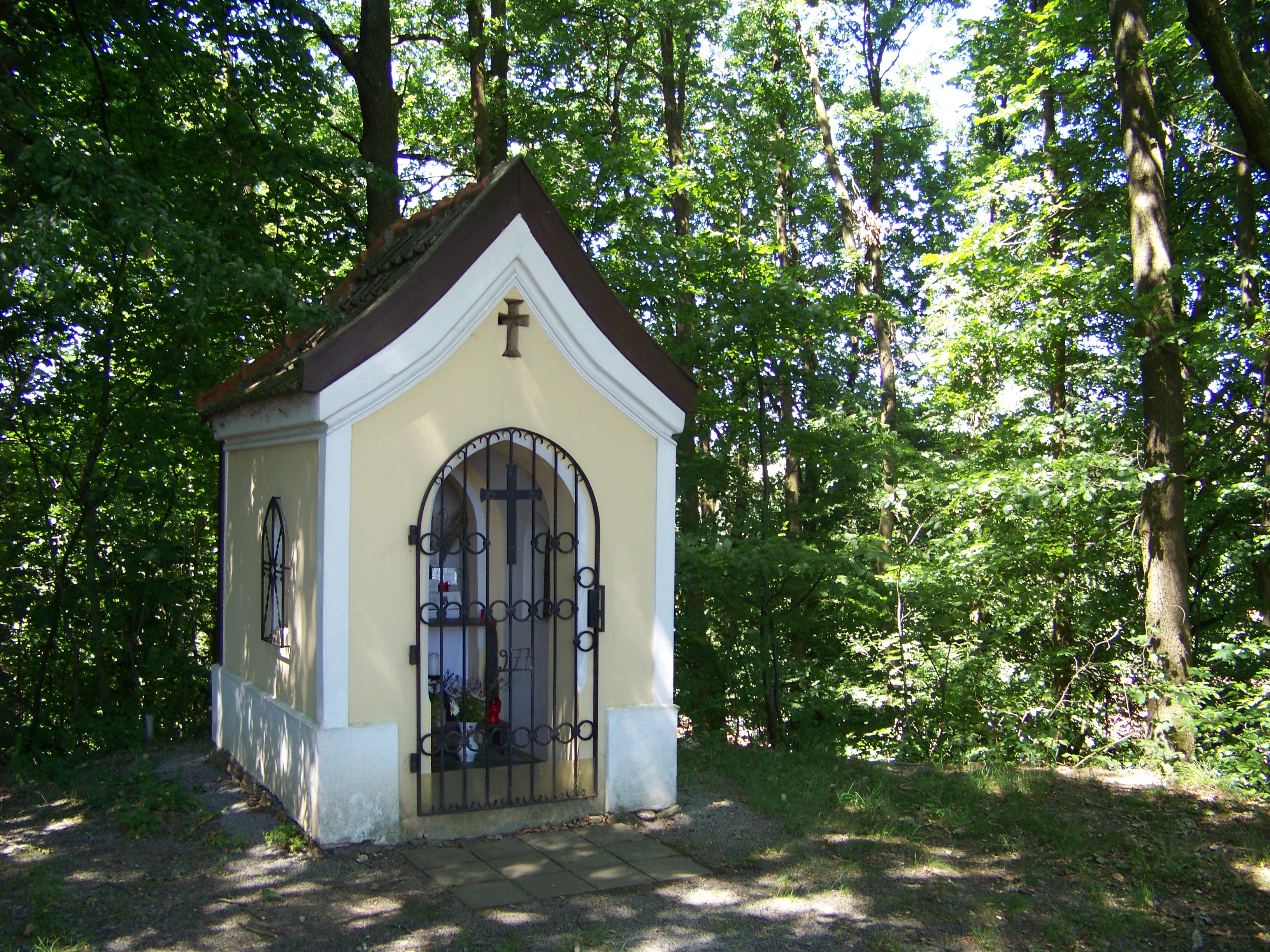
Wegkapelle auf dem Burgstall

Reichenberg ist ein Gemeindeteil der Pfarrkirchen im niederbayerischen Landkreis Rottal-Inn. Es ist der östlichste Gemeindeteil der Stadt. Reichenberg war vor der Eingemeindung, die am 1. Januar 1972 in Kraft trat, eine eigene Gemeinde, die Pfarrkirchen im Osten und Norden umschloss.

## Lage
Das Dorf Reichenberg liegt im Rottal etwas östlich von Pfarrkirchen, mit dem es heute zusammengewachsen ist.

## Geschichte
Um 800 wurde erstmals die Burg Reichenberg erwähnt. 1259 ging der Besitz an Herzog Heinrich XIII. über, und schon 1260 galt Reichenberg als Eigentum des Herzogs. Diese Inbesitznahme war zugleich ein Bestandteil der damaligen Verdrängung der Ortenburger durch die Wittelsbacher.
1279 wird erstmals ein herzoglicher Richter genannt. 1380 entstand in Reichenberg das herzogliche Pfleggericht. 1648 wurde das Schloss von den Schweden eingenommen und bis auf das Herrenhaus niedergebrannt. Der Kupferstecher Michael Wening hinterließ ein Bild des kurfürstlichen Schlosses, das von der etwa hundert Meter hohen Bergkuppe auf das Rottal herniederschaute. Reichenberg hatte den Status einer landesherrlichen Hofmark, die vom jeweiligen Pfleger verwaltet wurde. Der Ort Reichenberg bestand 1752 aus 23 Anwesen.
1803 übersiedelte das Gericht in den damaligen Markt Pfarrkirchen, und die Burganlage wurde 1804 abgebrochen. Mit dem Steinmaterial derselben wurde später das Schlossberghaus errichtet, welches lange Zeit fast alleine auf dem Reichenberg stand. Im 20. Jahrhundert kamen am Abhang zahlreiche neu erbaute Häuser dazu, wodurch Reichenberg immer mehr mit Pfarrkirchen zusammenwuchs. 
Die landgerichtische Gemeinde Reichenberg ging 1818 aus dem gleichnamigen Steuerdistrikt hervor. Die Gemeinde bestand 1964 aus 43 Gemeindeteilen. Sie wurde am 1. Januar 1972 im Zuge der Gebietsreform in Bayern aufgelöst und der Stadt Pfarrkirchen angeschlossen. Mit rund 2800 Einwohnern war es die einwohnermäßig und flächenmäßig größte Gemeinde, die nach Pfarrkirchen eingemeindet wurde. 
Auf der Bergspitze befindet sich ein Aussichtspunkt, welcher einen weiten Blick über das Rottal frei gibt. Die ehemalige Burg wird heute als Speiselokal mit Biergarten betrieben.

## Baudenkmäler
- Schlossberghaus. Die Berggaststätte ist ein zweigeschossiger Massivbau mit Walmdach, der im frühen 19. Jahrhundert aus dem Steinmaterial des ehemaligen Schlosses entstand.
- Wegkapelle. Der kleine Satteldachbau auf dem Burgstall stammt aus dem 18./19. Jahrhundert.

## Vereine
- DJK SF Reichenberg e.V. Der Verein wurde am 25. Februar 1967 als Sportfreunde Reichenberg gegründet und erhielt 1980 seinen jetzigen Namen.
- Freiwillige Feuerwehr Reichenberg